# Brännkyrka
Brännkyrka est une localité située au sud de Stockholm en Suède, incorporée dans la banlieue de Stockholm en 1913.
Sa population était de 36 572 habitants en 2004.
C'est le site d'une victoire militaire des Suédois contre les Danois en 1518.

L'équipe de basketball de Brännkyrka est très populaire et leurs matchs au gymnase local sont souvent des évènements joyeux et festifs pour la communauté.